# Европско првенство у атлетици на отвореном 1990 — 50 километара ходање за мушкарце
Ходање 50 километара у мушкој конкуренцији на Европском првенству у атлетици 1990. одржано је 31. августа на улицама Сплита.
Титулу освојену 1986. у Штутгарту, бранио је Хартвиг Гаудер из Источне Немачке.

## Земље учеснице
Учествовао је 31. такмичар из 13 земаља. 
1. Белгија (1)
2. Западна Немачка (1)
3. Источна Немачка (3)
4. Италија (3)
5. Мађарска (3)
6. Португалија (1)
7. Совјетски Савез (3)
8. Уједињено Краљевство (3)
9. Француска (3)
10. Финска (2)
11. Чехословачка (3)
12. Шведска (2)
13. Шпанија (3)

## Рекорди
| Рекорди пре почетка Европског првенства 1990. | Рекорди пре почетка Европског првенства 1990. | Рекорди пре почетка Европског првенства 1990. | Рекорди пре почетка Европског првенства 1990. | Рекорди пре почетка Европског првенства 1990. |                  |
| --------------------------------------------- | --------------------------------------------- | --------------------------------------------- | --------------------------------------------- | --------------------------------------------- | ---------------- |
| Светски рекорд                                | Андреј Перлов                                 | Совјетски Савез                               | 3:37:41                                       | Лењинград, СССР                               | 5. август 1989.  |
| Европски рекорд                               | Андреј Перлов                                 | Совјетски Савез                               | 3:37:41                                       | Лењинград, СССР                               | 5. август 1989.  |
| Рекорди Европских првенстава                  | Хартвиг Гаудер                                | Источна Немачка                               | 3:40:55                                       | Штутгарт, Западна Немачка                     | 31. август 1986. |
| Најбољи светски резултат сезоне               | Александар Поташов                            | Совјетски Савез                               | 3:40:02                                       | Москва, СССР                                  | 27. мај 1990.    |
| Најбољи европски резултат сезоне              | Александар Поташов                            | Совјетски Савез                               | 3:40:02                                       | Москва, СССР                                  | 27. мај 1990.    |

## Најбољи резултати у 1990. години
Најбољи атлетичари у брзом ходању на 50 км 1990. године пре почетка европског првенства (26. августа 1990) заузимало је следећи пласман на европској и светској ранг листи (СРЛ).
| 1. | Александар Поташов | Совјетски Савез | 3:40:02  | 27. мај  | 1. СРЛ  |
| 2. | Андреј Плотников   | Совјетски Савез | 3:40:07  | 27. мај  | 2. СРЛ  |
| 3. | Stanislav Vezhel   | Совјетски Савез | 3:42:00  | 27. мај  | 3. СРЛ  |
| 4. | Роналд Вајгел      | Источна Немачка | 3:44:50  | 20. мај  | 5.СРЛ   |
| 5. | Бернд Гумелт       | Источна Немачка | 3:46:43  | 20. мај  | 6.СРЛ   |
| 6. | Маурицио Дамилано  | Италија         | 3:46:51  | 25. март | 7. СРЛ  |
| 7. | Хартвиг Гаудер     | Источна Немачка | 3:47:08  | 16. јун  | 8. СРЛ  |
| 8. | Виталиј Попович    | Совјетски Савез | 3:47:12  | 26. мај  | 9. СРЛ  |
| 9. | Modris Liepiņš     | Совјетски Савез | '3:48:27 | 16. јун  | 10. СРЛ |

Такмичари чија су имена подебљана учествовали су на ЕП.

## Освајачи медаља
|                               |                             |                                |
| Андреј Перлов Совјетски Савез | Берн Гумелт Источна Немачка | Хартвиг Гаудер Источна Немачка |

## Резултати

### Финале
| Пласман | Такмичар               | Земља                | Резултат | Белешка |
| ------- | ---------------------- | -------------------- | -------- | ------- |
|         | Андреј Перлов          | Совјетски Савез      | 3:54:36  |         |
|         | Бернд Гумелт           | Источна Немачка      | 3:56:33  |         |
|         | Хартвиг Гаудер         | Источна Немачка      | 4:00:48  |         |
| 4.      | Басилио Лабрадор       | Шпанија              | 4:02:05  |         |
| 5.      | Хосе Марин             | Шпанија              | 4:02:53  |         |
| 6.      | Валентин Кононен       | Финска               | 4:03:07  |         |
| 7.      | Ђовани Перичели        | Италија              | 4:03:36  |         |
| 8.      | Сандро Белучи          | Италија              | 4:03:46  |         |
| 9.      | Роналд Вајгел          | Источна Немачка      | 4:04:36  |         |
| 10.     | Мартијал Фгеселијер    | Француска            | 4:05:18  |         |
| 11.     | Лесли Мортон           | Уједињено Краљевство | 4:05:28  |         |
| 12.     | Рене Пије              | Француска            | 4:05:39  |         |
| 13.     | Ласло Шатор            | Мађарска             | 4:09:46  |         |
| 14.     | Золтан Цукор           | Мађарска             | 4:16:40  |         |
| 15.     | Волкмар Шолц           | Западна Немачка      | 4:18:52  |         |
| —       | Godfried De Jonckheere | Белгија              | НЗ       |         |
| —       | Шандор Урбаник         | Мађарска             | НЗ       |         |
| —       | Маурицио Дамилано      | Италија              | НЗ       |         |
| —       | Пол Благ               | Уједињено Краљевство | НЗ       |         |
| —       | Хорхе Љопарт           | Шпанија              | НЗ       |         |
| —       | Кари Ахонен            | Финска               | НЗ       |         |
| —       | Јарослав Маковец       | Чехословачка         | НЗ       |         |
| —       | Alain Lemercier        | Француска            | НЗ       |         |
| —       | Хуберт Сонек           | Чехословачка         | НЗ       |         |
| —       | Жозе Пинто             | Португалија          | НЗ       |         |
| —       | Дарел Стоун            | Уједињено Краљевство | НЗ       |         |
| —       | Стефан Јохансон        | Шведска              | НЗ       |         |
| —       | Бо Густафсон           | Шведска              | ДИСК     |         |
| —       | Pavol Szikora          | Чехословачка         | ДИСК     |         |
| —       | Андреј Поташов         | Совјетски Савез      | ДИСК     |         |
| —       | Александар Поташов     | Совјетски Савез      | ДИСК     |         |